# Bronin (Nasielsk)
Bronin (dawn. Broninek) – część miasta Nasielsk w Polsce położona w województwie mazowieckim, w powiecie nowodworskim, w gminie Nasielsk.
W gminie Nasielsk na terenie Bronina utworzono sołectwo o nazwie Broninek.
W latach 1975–1998 miejscowość administracyjnie należała do województwa ciechanowskiego.
W miejscowości znajduje się Sala Królestwa Świadków Jehowy.